# Metasphaeria clypeosphaerioides
Metasphaeria clypeosphaerioides är en svampart som beskrevs av E. Bommer, M. Rousseau & Sacc. 1891. Metasphaeria clypeosphaerioides ingår i släktet Metasphaeria och familjen Dothioraceae.   Inga underarter finns listade i Catalogue of Life.